# Compass: Combat Providence Analysis System
#Compass: Combat Providence Analysis System (#コンパス【戦闘摂理解析システム】 #Konpasu Sentō Setsuri Kaiseki Shisutemu?) también conocida como NND Compass o abreviada como #Compass es un videojuego en línea multijugador MOBA creado por NHN PlayArt y Dwango. Fue lanzado para iOS, Android, y Amazon Fire en diciembre de 2016 en Japón y noviembre de 2019 en China. Una original net animation (ONA) de diez episodios fue emitida en YouTube de agosto de 2018 a septiembre de 2019. Una adaptación a anime producida por Lay-duce titulada #Compass 2.0: Combat Providence Analysis System se se emitió en abril a junio de 2025.

## Personajes
13 (サーティーン?)
Voz por: Daisuke Ono
Un dios de la muerte que una vez fue un ángel.
Reiya Lore (零夜 Reiya roa?)
Voz por: Soma Saito

El jefe de la Mystic Mirage Messengers (MMM), una sociedad secreta de tendencia ocultista de la que se desconocen sus ideales, es buscado por seguridad pública.
Jeanne d'Arc (ジャンヌ ダルク Jan'nu Daruku?)
Voz por: Sora Amamiya

Una sanadora que empuña un estandarte de batalla azul, basado en el personaje histórico  homónimo.
Voidoll/Bugdoll
Voz por: Sakura Tange
El robot que maneja la arena de batalla de Compass, que observa cómo luchan los humanos. Sakura Tange presta su voz a su contraparte irregular, Bugdoll, que actúa como su contraparte malvada..
Atari Jūumonji (十文字アタリ Jūmonji Atari?)
Voz por: Yoshitaka Yamaya
Un gamer adicto, tiene cabello rubio que le cubre el ojo izquierdo 
Justice Hancock (ジャスティス ハンコック Jasutisu Hankokku?)
Voz por: Yasuhiro Mamiya
Capitán de la Alianza del Ejército Espacial, suele ser muy leal a sus amigos, posee un gato que también es capitán del ejército.
Lyrica (リリカ Ririka?)
Voz por: Shiki Aoki
El personaje principal de una franquicia de chicas mágicas llamada Magical Girl Ririka Ruruka, el cual está basado en un juego de palabras con la franquicia de  Puella Magi Madoka Magica.
Soubiki Noho (双挽乃保?)
Voz por: Reina Kondō
Una chica que suele ir vestida con uniforme escolar y suele estar armada con dos motosierras.
Tadaomi Ōka (桜華 忠臣 Ōka Tadaomi?)
Voz por: Tetsuya Kakihara}}
Un demonio que viste uniforme militar tiene tendencia de liderazgo.
Marcos '55 (マルコス’55 Marukosu '55?)
Voz por: Hiro Shimono
Un nini superdotado fan de Ruruka.
Luciano (ルチアーノ Ruchiāno?)
Voz por: Rikiya Koyama
Un sicario que aun no supera la muerte de su esposa, va armado y lleva un ataúd en su espalda todo el tiempo, se desconoce su significado.
Matoi Fukagawa (深川まとい Fukagawa Matoi?)
Voz por: Marina Inoue
Una pirómana que a través de la pirotecnia busca superar a su difunto maestro.
Gustav Heydrich (グスタフ ハイドリヒ Gusutafu Haidorihi?)
Voz por: Kazuhiro Yamaji
Un comandante militar que suele ir con una máscara de gas, posee un arsenal químico y busca el dominio mundial.
Nikola Tesla (ニコラ テスラ Nikora Tesura?)
Voz por: Ayumu Murase
Un niño inventor, menor de 5 hermanos, en un principio no se tenía aclarado su género pero posteriormente se reveló que es un niño, su nombre está inspirado en el inventor homónimo.
Violetta Noire (ヴィオレッタ ノワール Bioretta Nowāru?)
{{Voz por|Atsuko Tanaka}}
Una pianista descendiente de una familia de aristócratas, ama comer dulces aunque engorda fácilmente y tiene un perro y un gato de mascotas.
Coquelicot Blanche (コクリコット ブランシュ Kokurikotto Buranshu?)
Voz por: Kokoa Amano
Una niña que por un desamor terminó siendo poseída por dos demonios los cuales modificaron su apariencia haciendo que tenga el aspecto similar al de una marioneta, uno de estos también aparece como un peluche de conejo que siempre lleva consigo.
Maria S. Leonburg (マリア＝S＝レオンブルク Maria S Reonburuku?)
Voz por: Yū Shimamura
La reina de las rosas rojas.
Adam Yuriev (アダム ユーリエフ Adamu Yūriefu?)
Voz por: Yoshitsugu Matsuoka
Comandante del ejército de Idea D Yilanburg y del reino helado, reino que tiene una rivalidad con el de las rosas rojas.
Meg Meg (メグメグ Megumegu?)
Voz por: Ayane Sakura
Una chica británica que luego de presenciar el asesinato de sus padres, se volvió una artillera sádica.
Istaqa (イスタカ Isutaka?)
Voz por: Nobutoshi Canna
Un artillero de la tribu Tiwaroro, tiene una águila mascota, su diseño y nombre está inspirado en los hopi
Kirara Kiryuin (輝龍院きらら Kiryuin Kirara?)
Voz por: Eri Kitamura
Una ninja perteneciente a un shogun, el cual desea permanecer en las sombras caso contrario a ella quien incluso es una influencer.
Venus Pororotcho (ポロロッチョ Pororotcho Venus?)
Voz por: Jun Fukuyama
Una bailarina que busca perfeccionarse cada día.
Thorn Yuriev (ソーン ユーリエフ Sōn Yūriefu?)
Voz por: Kōhei Amasaki
Es el hermano de Adam Yuriev, vive recluido en el palacio del reino del hielo, y tiene una bestia como mascota.
Delmin (デルミン Derumin?)
Voz por: Misaki Watada
Su nombre completo es Devilmintkiryu Delmin, una demonio perteneciente a la especie Devilmintkyryu, puede disparar rayos desde su frente, es música y DJ, su personaje llegó a tener tanta popularidad que se volvió parte de la franquicia Show By Rock!!, como guitarrista de la banda protagónica Mashumairesh!!, antes de su debut en Show By Rock la identidad de su seiyu era un misterio.
Thomas (トマス Tomasu?)
Voz por: Banjō Ginga
Un mayordomo quien busca a sus señores que escaparon de casa, tiene unas maletas mágicas.
Ruruka (ルルカ?)
Voz por: Kana Ichinose
La otra protagonista deMagical Girl Ririka Ruruka parte de su personalidad está inspirada en Ririka.
Pierre the 77th (ピエール77世 Pieru 77-sei?)
Voz por: Tomokazu Sugita
Su nombre completo es Pierre the Ikassa-Maniaghi Facchinetti Lallala Lovelyaura Dragonactor Hideyoshi Maximilian Caloverie Björlund Mocchi-Mochi Marioge Margherita Wilfred Punit Puniatowski el 77, es un dandi, descendiente de una familia poderosa, se dedica a la venta de pizzas.
Amairo Kitsunegasaki (狐ヶ咲甘色 Kitsunegasaki Amairo?)
Voz por: Kana Hanazawa
Una exorcista armada con una espada, oculta su rostro con una máscara kitsune, y tiene la regla que quien vea su rostro sin la máscara esa persona tendrá que casarse con ella, tiene dos hermanas, y vive con ellas, su abuela y su amo, habla en haiku cuando se alegra.
System Voice (システムボイス Shistemu Boisu?)
Voz por: Yuzuki Yukari

## Otros medios

### Anime
Una adaptación a ONA de 10 episodios producida por Echoes y TMS Entertainment se transmitió en YouTube del 10 de agosto de 2018 al 13 de septiembre de 2019.
Una adaptación a anime titulada #Compass 2.0: Combat Providence Analysis System está programada que se estrene el 8 de abril de 2025 en TV Tokyo y otras cadenas. Es producida por Lay-duce y dirigida por Hitoshi Nanba. El tema de apertura es "Hakudō" (Pulso) interpretado por Nana Mizuki, mientras que el tema de cierre es "Heartache" interpretado por Yuma Uchida, Crunchyroll obtuvo la licencia de la serie fuera de Asia.

### Manga
Una adaptación a manga basada en "Alkali Rettōsei", escrita por Kinosaki e ilustrada por Mahiro Satou, comenzó a serializarse en la revista Monthly Comic Gene de Media Factory el 12 de agosto de 2023. Se lanzó un solo volumen a partir de marzo de 2024.
Una novela ligera derivada también basada en "Alkali Rettōsei", escrita por Kinosaki e ilustrada por Kurowa, se publicó bajo el sello de novelas ligeras MF Bunko J de Media Factory el 25 de agosto de 2023.